# Салтукиди
 Салтукидите (Saltuklu) са тюркска династия, управлявала бейлик в Източен Анадол след Битка при Манцикерт.